# Marie Favart
Marie Favart, właśc. Marie-Justine Benoîte Duronceray (ur. 15 czerwca 1727 w Awinionie, zm. 21 kwietnia 1772 w Paryżu) – francuska śpiewaczka i aktorka teatralna, sopran.

## Życiorys
Była córką André-Réné Duronceraya, kapelmistrza z Awinionu i członka kapeli nadwornej Ludwika XV. Debiutowała na scenie w 1744 roku pod pseudonimem Mademoiselle de Chantilly w sztuce Les Fêtes publiques Charles’a-Simona Favarta, którego poślubiła w 1745 roku. Odtąd była stałą współpracowniczką swojego męża, występowała jako główna autorka w jego sztukach, pomagała mu też przy pisaniu części z nich. W 1746 roku, przebywając wraz z mężem na dworze Maurycego Saskiego, stała się obiektem zalotów gospodarza i po ich odrzuceniu została za karę internowana na okres czterech lat. Po powrocie do Paryża występowała w latach 1751–1771 na deskach Théâtre-Italien. Zasłynęła przede wszystkim główną rolą w sztuce Les Amours de Bastien et Bastienne (1753). Jako pierwsza aktorka zaczęła występować w stroju odpowiadającym akcji sztuki i charakterowi granej postaci, zamiast konwencjonalnego kostiumu.
Jacques Offenbach napisał poświęconą jej operetkę Mme. Favart (1878).